# Leda (flod)
 For alternative betydninger, se Leda. (Se også artikler, som begynder med Leda)
Leda er en flod i Østfrisland  i  den i tyske delstat Niedersachsen og en biflod til Ems fra højre med en længde på 75 km. Den har sit udspring i floden Ohe nordvest for Spahnharrenstätte og løber sammen med Marka og skifter navn til Sagter Ems. Hvor den løber ind i Østfrisland skifter den navn til Leda. Den munder ud i Ems nær byen Leer. 
Fra mundingen og 1,9 km opstrøms er den sejlbar for havgående skibe, men yderligere 25 km indgår i det tyske flodtransportnet. Der er forbindelse til havnen i Leer gennem en sluse, som er 192 meter lang og 26 meter bred. I årene 1950-1954 byggedes ved Leda et anlæg til beskyttelse mod stormflod. 
Nye højvande- og stormflodsbeskyttelser byggedes ved Leda i årene 2000-2001. De nye anlæg gør det muligt at pumpe 3,5 millioner kubikmeter vand fra Leda til Ems og dermed undgå oversvømmelser i området omkring Leda og Jümme. De nye anlæg gør det endog muligt at fragte nybyggede fartøjer fra værftet Jos. L. Meyer GmbH i Papenburg til Nordsøen. 
53°12′37″N 7°25′26″Ø / 53.21028°N 7.42389°Ø